# Revista científica e literária
Revista Científica e Literária publicou-se em Coimbra em 1880 e 1881, sob a direção de António Feijó e Luís de Magalhães, então estudantes da Universidade de Coimbra. Na sua introdução ficam claras as intenções desta publicação académica ao ler-se que :” tem por fim tornar pública uma certa actividade mental que lhes pareceu desaproveitada e estéril pela falta de campo proprio onde se trabalhasse livremente”, prometendo não só  caminhar pelos terrenos da arte mas também da ciência. Além dos dois diretores mencionados, colaboram nesta revista: Leopoldo Mourão, Luíz Osorio, José Botelho e Manuel da Silva Gaio, entre outros.